# Малах
Малах (англ. Malah, араб. ملح) — поселення в Сирії, адміністративний центр невеличкої друзької общини в нохії Малах, яка входить до складу однойменної мінтаки Сальхад в південній сирійській мухафазі Ас-Сувейда.